# Heteropoda fischeri
Heteropoda fischeri là một loài nhện trong họ Sparassidae.
Loài này thuộc chi Heteropoda. Heteropoda fischeri được Peter Jäger miêu tả năm 2005.